# Comuna Subotți, Znameanka
Subotți (în ucraineană Суботці) este o comună în raionul Znameanka, regiunea Kirovohrad, Ucraina, formată din satele Kohanivka, Kosteantînivka și Subotți (reședința).

## Demografie
Componența lingvistică a comunei Subotți
     Ucraineană (92,74%)
     Rusă (6,05%)
     Alte limbi (0,89%)
Conform recensământului din 2001, majoritatea populației comunei Subotți era vorbitoare de ucraineană (92,74%), existând în minoritate și vorbitori de rusă (6,05%).